# Torneo de las Seis Naciones 2005

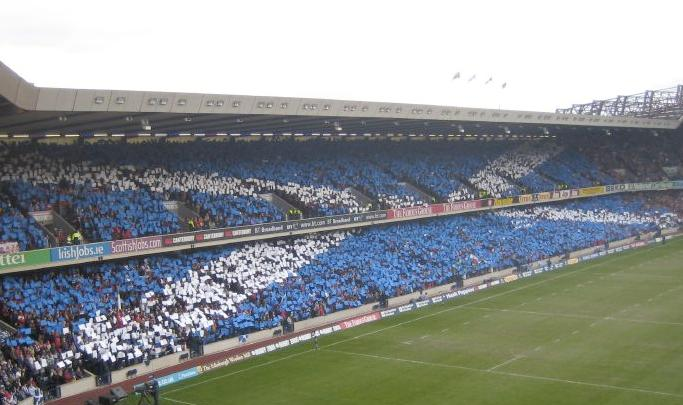
Partido de Rugby Escocés

El Torneo de las Seis Naciones 2005 fue la VI edición del Torneo de las Seis Naciones, desde su ampliación en 2000, se llevó a cabo en entre el 5 de febrero y el 19 de marzo del mismo a año. 
El campeón final de esta edición fue Gales, adjudicándose al mismo tiempo un Grand Slam y la Triple Corona.

## Equipos participantes
| Selección  | Estadio            | Ciudad    | Entrenador       | Capitán          |
| ---------- | ------------------ | --------- | ---------------- | ---------------- |
| Inglaterra | Twickenham         | Londres   |                  |                  |
| Francia    | Stade de France    | París     | Bernard Laporte  | Fabien Pelous    |
| Irlanda    | Lansdowne Road     | Dublín    | Eddie O'Sullivan | Brian O'Driscoll |
| Italia     | Stadio Flaminio    | Roma      | Nick Mallet      | Sergio Parisse   |
| Escocia    | Murrayfield        | Edimburgo | Matt Williams    |                  |
| Gales      | Millennium Stadium | Cardiff   |                  |                  |

## Clasificación final
| Lugar | Selección  | Partidos | Partidos | Partidos  | Partidos | Puntos  | Puntos    | Puntos | Puntos  | Tabla de puntos |
| Lugar | Selección  | Jugados  | Ganados  | Empatados | Perdidos | A favor | En contra | dif.   | ensayos | Tabla de puntos |
| ----- | ---------- | -------- | -------- | --------- | -------- | ------- | --------- | ------ | ------- | --------------- |
| 1     | Gales      | 5        | 5        | 0         | 0        | 151     | 77        | +74    | 17      | 10              |
| 2     | Francia    | 5        | 4        | 0         | 1        | 132     | 82        | +50    | 13      | 8               |
| 3     | Irlanda    | 5        | 3        | 0         | 2        | 126     | 101       | +25    | 9       | 6               |
| 4     | Inglaterra | 5        | 2        | 0         | 3        | 121     | 77        | -44    | 16      | 4               |
| 5     | Escocia    | 5        | 1        | 0         | 4        | 84      | 155       | -71    | 8       | 2               |
| 6     | Italia     | 5        | 0        | 0         | 5        | 55      | 179       | -124   | 4       | 0               |

## Resultados

### Jornada 1
| 5 de febrero de 2005, 14:00 GMT | Francia                                                                         | 16 – 9 | Escocia                        | Stade de France, Saint-Denis,                              |                                                            |
|                                 | Ensayo: Traille 80+4' c Con: Michalak Pen: Delaigue 51', 57' Drop: Delaigue 78' |        | Pen: Paterson (3) 3', 40', 43' | Asistencia: 78,069 espectadores Árbitro(s): Nigel Williams | Asistencia: 78,069 espectadores Árbitro(s): Nigel Williams |

| 5 de febrero de 2005, 17:30 GMT | Gales                                                  | 11 – 9 | Inglaterra                     | Millennium Stadium, Cardiff,                            |                                                         |
|                                 | Ensayo: S. Williams 11' m Pen: S. Jones 25' Henson 76' |        | Pen: Hodgson (3) 16', 50', 70' | Asistencia: 74,500 espectadores Árbitro(s): Steve Galsh | Asistencia: 74,500 espectadores Árbitro(s): Steve Galsh |

| 6 de febrero de 2005, 14:30 GMT | Italia                                                                      | 17 – 28 | Irlanda                                                                                           | Stadio Flaminio, Roma,                                    |                                                           |
|                                 | Ensayo: Castrogiovanni 80+7' m Pen: Orquera 8' de Marigny (3) 38', 44', 63' |         | Ensayos: Murphy 29' m Stringer 50' c Hickie 80+2' c Con: O'Gara (2) Pen: O'Gara (3) 22', 55', 79' | Asistencia: 24,026 espectadores Árbitro(s): Paddy O'Brien | Asistencia: 24,026 espectadores Árbitro(s): Paddy O'Brien |

### Jornada 2
| 12 de febrero de 2005, 13:30 GMT | Italia                                    | 8 – 38 | Gales | Stadio Flaminio, Roma,                                  |                                                         |
|                                  | Ensayo: Orquera 11' m Pen: de Marigny 45' |        | Ensayos: J. Thomas 5' c Shanklin 20' m M. Williams 40+4' c Cockbain 54' c S. Williams 60' c Sidoli 77' m Con: S. Jones (4) | Asistencia: 24,800 espectadores Árbitro(s): Andrew Cole | Asistencia: 24,800 espectadores Árbitro(s): Andrew Cole |

| 12 de febrero de 2005, 16:00 GMT | Escocia                                                 | 13 – 40 | Irlanda | Murrayfield, Edimburgo,                                |                                                        |
|                                  | Ensayos: Southwell 13' m Petrie 60' m Pen: Paterson 10' |         | Ensayos: O'Kelly 25' c O'Connell 40+2' m Hickie 44' c Hayes 75' m Duffy 80+2' c Con: O'Gara (2) Humphreys Pen: O'Gara (3) 19', 39', 50' | Asistencia: 64,826 espectadores Árbitro(s): Joël Jutge | Asistencia: 64,826 espectadores Árbitro(s): Joël Jutge |

| 13 de febrero de 2005, 15:00 GMT | Inglaterra                                                            | 17 – 18 | Francia                                       | Twickenham, Londres,                                      |                                                           |
|                                  | Ensayos: Barkley 19' c Lewsey 36' c Con: Hodgson (2) Pen: Hodgson 27' |         | Pen: Yachvili (6) 5', 30', 55', 61', 68', 75' | Asistencia: 82,000 espectadores Árbitro(s): Paddy O'Brien | Asistencia: 82,000 espectadores Árbitro(s): Paddy O'Brien |

### Jornada 3
| 26 de febrero de 2005, 14:00 GMT | Escocia                                         | 18 – 10 | Italia                                                   | Murrayfield, Edimburgo,                                      |                                                              |
|                                  | Pen: Paterson (6) 5', 33', 51', 54', 76', 80+2' |         | Ensayo: Masi 80+6' c Con: de Marigny Pen: de Marigny 23' | Asistencia: 63,823 espectadores Árbitro(s): Stuart Dickinson | Asistencia: 63,823 espectadores Árbitro(s): Stuart Dickinson |

| 26 de febrero de 2005, 16:00 GMT | Francia                                                                                  | 18 – 24 | Gales | Stade de France, Saint-Denis,                           |                                                         |
|                                  | Ensayos: Yachvili 4' c Rougerie 14' m Con: Yachvili Pen: Yachvili 28' Drop: Michalak 65' |         | Ensayos: M. Williams (2) 42' c, 45' m Con: S. Jones Pen: S. Jones (3) 26', 40+5', 68' Drop: S. Jones 75' | Asistencia: 80,000 espectadores Árbitro(s): Paul Honiss | Asistencia: 80,000 espectadores Árbitro(s): Paul Honiss |

| 27 de febrero de 2005, 15:00 GMT | Irlanda                                                                                | 19 – 13 | Inglaterra                                                         | Lansdowne Road, Dublín,                                     |                                                             |
|                                  | Ensayo: O'Driscoll 59' c Con: O'Gara Pen: O'Gara (2) 10', 13' Drop: O'Gara (2) 4', 35' |         | Ensayo: Corry 7' c Con: Hodgson Pen: Hodgson 26' Drop: Hodgson 57' | Asistencia: 49,000 espectadores Árbitro(s): Jonathan Kaplan | Asistencia: 49,000 espectadores Árbitro(s): Jonathan Kaplan |

### Jornada 4
| 12 de marzo de 2005, 13:30 GMT | Irlanda                                                                | 19 – 26 | Francia | Lansdowne Road, Dublín,                                     |                                                             |
|                                | Ensayo: O'Driscoll 77' c Con: O'Gara Pen: O'Gara (4) 9', 21', 28', 49' |         | Ensayos: Dominici (2) 31' m, 80+3' m Baby 36' c Con: Yachvili Pen: Yachvili (2) 23', 64' Drop: Delaigue 12' | Asistencia: 48,452 espectadores Árbitro(s): Tony Spreadbury | Asistencia: 48,452 espectadores Árbitro(s): Tony Spreadbury |

| 12 de marzo de 2005, 16:00 GMT | Inglaterra | 39 – 7 | Italia                           | Twickenham, Londres,                                      |                                                           |
|                                | Ensayos: Cueto (3) 10' c, 40+7' m, 69' m Thompson 40+3' c Balshaw 65' m Hazell 80+8' c Con: Hodgson (3) Andy Goode Pen: Hodgson 7' |        | Ensayo: Troncon 46' c Con: Peens | Asistencia: 81,736 espectadores Árbitro(s): Mark Lawrence | Asistencia: 81,736 espectadores Árbitro(s): Mark Lawrence |

| 13 de marzo de 2005, 15:00 GMT | Escocia                                                                                 | 22 – 46 | Gales | Murrayfield, Edimburgo,                                     |                                                             |
|                                | Ensayos: Craig 54' c R. Lamont 71' m Paterson 74' c Con: Paterson (2) Pen: Paterson 24' |         | Ensayos: R. Jones 4' c R. Williams (2) 10' c, 50' m S. Williams 14' c Morgan (2) 29' c, 40+3' c Con: S. Jones (5) Pen: S. Jones (2) 19', 78' | Asistencia: 67,274 espectadores Árbitro(s): Jonathan Kaplan | Asistencia: 67,274 espectadores Árbitro(s): Jonathan Kaplan |

### Jornada 5
| 19 de marzo de 2005, 13:00 GMT | Italia                                                    | 13 – 56 | Francia | Stadio Flaminio, Roma,                                     |                                                            |
|                                | Ensayo: Robertson 28' c Con: Peens Pen: Peens (2) 3', 43' |         | Ensayos: Nyanga 11' c Jauzion 18' c Laharrague 40+2' c Marty (2) 70' c, 80+2' m Lamboley 75' c Mignoni 80+4' c Con: Yachvili (4) Michalak (2) Pen: Yachvili (3) 8', 52', 54' | Asistencia: 23,638 espectadores Árbitro(s): Donal Courtney | Asistencia: 23,638 espectadores Árbitro(s): Donal Courtney |

| 19 de marzo de 2005, 15:30 GMT | Gales | 32 – 20 | Irlanda                                                                      | Millennium Stadium, Cardiff,                            |                                                         |
|                                | Ensayos: Jenkins 17' c Morgan 61' c Con: S. Jones (2) Pen: Henson 24' S. Jones (4) 33', 43', 51', 74' Drop: Henson 13' |         | Ensayos: Horan 69' c Murphy 77' c Con: Humphreys (2) Pen: O'Gara (2) 3', 37' | Asistencia: 74,376 espectadores Árbitro(s): Chris White | Asistencia: 74,376 espectadores Árbitro(s): Chris White |

| 19 de marzo de 2005, 18:00 GMT | Inglaterra                                                                                                  | 43 – 22 | Escocia                                                                                 | Twickenham Stadium, Londres,                              |                                                           |
|                                | Ensayos: Noon (3) 14' c, 25' c, 78' m Worsley 29' m Lewsey 40+1' c Ellis 49' c Cueto 72' m Con: Hodgson (4) |         | Ensayos: S. Lamont 40+8' c Craig 46' c Taylor 51' m Con: Paterson (2) Pen: Paterson 23' | Asistencia: 82,000 espectadores Árbitro(s): Alain Rolland | Asistencia: 82,000 espectadores Árbitro(s): Alain Rolland |

| Predecesor: 2004 Francia | Torneo de las Seis Naciones 2005 Gales | Sucesor: 2006 Francia |